# Salomão Xirimbimbi
Salomão José Luheto Xirimbimbi ist ein angolanischer Politiker der Volksbewegung zur Befreiung Angolas MPLA (Movimento Popular de Libertação de Angola), der unter anderem von 1992 bis 1993 Finanzminister sowie zwischen 2002 und 2010 Fischereiminister war.

## Leben
Salomão José Luheto Xirimbimbi absolvierte nach dem Schulbesuch ein Studium der Wirtschaftswissenschaften, das er mit einem Master (Mestre em Economia) beendete. Nach verschiedenen Funktionen als Wirtschaftswissenschaftler wurde er 1990 Vize-Minister für Planung (Vice-Ministro do Planeamento) und bekleidete dieses Amt bis 1992. 1992 wurde er nach Einführung der Mehrparteiendemokratie in der nunmehrigen Republik Angola (República de Angola) sowie den Wahlen zur Nationalversammlung von Premierminister Marcolino Moco als Finanzminister (Ministro das Finanças) in dessen Kabinett berufen und bekleidete das Ministeramt bis 1993.
Im Anschluss war Xirimbimbi für die Volksbewegung zur Befreiung Angolas MPLA (Movimento Popular de Libertação de Angola) Mitglied der Nationalversammlung (Assembleia Nacional) und während seiner Parlamentszugehörigkeit zwischen 1994 und 1999 Vorsitzender des Ausschusses für Wirtschaft und Finanzen (5.ª Comissão: Economia e Finanças). Daneben fungierte er von 1994 bis 1998 als Koordinator der Wirtschafts- und Finanzkommission des MPLA-Zentralkomitees (Comité Central). Er war daraufhin zwischen 1999 und 2002 Gouverneur der Provinz Namibe. Nach einer fast vierjährigen Vakanz ernannte Präsident José Eduardo dos Santos am 5. Dezember 2002 Fernando da Piedade Dias dos Santos zum Premierminister. Dieser und dessen Kabinett wurden am 6. Dezember 2002 ernannt. Im Zuge der Regierungsbildung wurde Xirimbimbi zum Fischereiminister (Ministro das Pescas) ernannt. Bei den Wahlen zur Nationalversammlung Angolas am 5./6. September 2008 wurde er auf der Landesliste (Círculo Nacional) zum Abgeordneten gewählt. Nachdem Staatspräsident dos Santos am 30. September 2008 António Paulo Kassoma als Nachfolger von Fernando da Piedade Dias dos Santos zum Premierminister ernannt hatte, wurde am 3. Oktober 2008 das neue Kabinett vereidigt. Diesem gehörte Xirimbimbi weiterhin als Fischereiminister an und bekleidete dieses Amt bis zur erneuten Abschaffung des Amtes des Premierministers am 5. Februar 2010 und der damit verbundenen Kabinettsumbildung.
Bei den Wahlen zur Nationalversammlung am 31. August 2012 wurde Salomão José Luheto Xirimbimbi, der auch Mitglied des ZK der MPLA ist, zum Mitglied der Nationalversammlung (Assembleia Nacional) gewählt und bei den darauf folgenden Wahlen zur Nationalversammlung am 23. bis 26. August 2017  auf der Landesliste (Círculo Nacional) der MPLA wiedergewählt. In der vierten Legislaturperiode wurde er Mitglied des Ausschusses für Wirtschaft und Finanzen. Als Nachfolger von Virgílio Ferreira de Fontes Pereira wurde er bereits am 28. September 2017 Vorsitzender der Fraktion der MPLA. Am 12. Oktober 2018 nahm „Gigi“ de Fontes Pereira wieder sein Mandat an und löste zudem Xirimbimbi auch wieder als Vorsitzender der MPLA-Fraktion in der Nationalversammlung ab.

## Kritik
In der angolanischen Presse wird ihm vorgeworfen, sich als für den Bankensektor zuständiger Abgeordneter (deputado bancário) illegal bereichert und ein Vermögen von über 300 Millionen US-Dollar angehäuft zu haben. Er stehe auf einer langen Liste von Personen, die alle eng mit der MPLA verbunden sind und sich seit Jahrzehnten widerrechtlich Hunderte von Millionen US-Dollar der staatlichen Banco de Poupança e Crédito angeeignet hätten. Xirimbimbi hält derzeit 11,05 % der Aktien der BPC. Er rechtfertigte sich in einem Interview 2019 für sein enormes Vermögen mit der Erklärung, dass er bereits seit seinem fünften Lebensjahr ein Konto bei der BPC besitze und die vielen Millionen das Ergebnis seines Sparens seien. Kritik kam bereits 2017 auf, nachdem sein jüngster Sohn ein Video im Internet zirkulieren ließ, in dem er angeblich mit Millionen Dollar in den Händen neben Säcken voller Geld posierte und sich als „superreich“ rühmte.